# 周書府
周書府（1924年10月1日—2001年10月30日），中華民國江苏省滨海县人，中華民國政治人物，中國國民黨籍，曾任綠島指揮部指揮官看管政治犯，末任臺北縣縣長周錫瑋的父親。

## 生平
畢業於黃埔軍校十九期炮兵科。
1949年12月，中華民國政府撤遷來台，周書府從川西獨身一人逃至香港，不久又從香港到台灣，與已來台灣的家人團聚。到台灣後，他重新回到軍隊中服役，
歷任連長、教官、炮兵少校營長、陸軍總部人事署上校參謀。從1973年開始，周書府歷任台灣警備總部幹訓少將主任、警備總司令辦公室主任、綠島指揮部指揮官；直到1979年2月，他才從軍情特務退役。。
根據《柏楊回憶錄》，周書府擔任綠島指揮部指揮官時對政治犯十分嚴苛殘酷，曾派衛兵以槍托圍毆政治犯汪廷瑚致死。
1980年，周書府已年近花甲，有不少親屬都在軍界效力，兄長周書庠是基隆港駐軍司令，姐夫的哥哥楊繼光是陸軍中將副司令。他另有100多位親屬在黨、政、商、教育等界服務，妹夫顧懷祖創辦醒吾商專，自任醒吾中學董事長。以自己在軍界的實力加上各界深厚的人脈，周書府開始競選立法委員，力圖在政界有所作為。在1980年競選中，他高票當選增額立法委員。
1987年2月24日，周書府與時任民進黨籍立法委員朱高正鬥毆，是立法院史上第一次的鬥毆事件，周氏被朱高正当场摔在地上，一时无法起身；當時周書府已64歲，正好比32歲的朱高正年長一倍。
1990年3月7日，立委陳水扁在國防委員會質詢行政院院长郝柏村，郝柏村回答避重就輕，陳水扁不滿，國防委員會主席周書府掩護郝柏村，裁定陳水扁質詢完畢，引得扁大怒，翻倒發言台。
1992年，國民黨祕書長宋楚瑜在黨內推動初選制度；在初選中，周書府敗給黃復興黨部提名的韓國瑜，位居第四，無法獲得提名，因此改任不分區立委。

## 外部連結
立法院（页面存档备份，存于）